# Bemowo Piskie
Bemowo Piskie est un village polonais de la gmina de Biała Piska, dans le powiat de Pisz, voïvodie de Varmie-Mazurie, au nord-est du pays.
Il est situé à environ 21 km au nord-est de Pisz et à 103 km à l'est de la capitale régionale Olsztyn.
Sa population s'élève à environ 1 300 habitants.